# Talk (album, Yes)
Talk je čtrnácté studiové album britské rockové skupiny Yes. Jeho nahrávání probíhalo ve studiu The Jacaranda Room v kalifornském Los Angeles během roku 1993 a vyšlo v březnu následujícího roku u nezávislého vydavatelství Victory Music. Jde o jejich první album vydané u nezávislé společnosti, dříve vydávali u Atlantic Records a Arista Records. Album produkoval Trevor Rabin.

## Seznam skladeb
| Pořadí | Název                            | Autor                                    | Délka |
| ------ | -------------------------------- | ---------------------------------------- | ----- |
| 1.     | The Calling                      | Jon Anderson, Trevor Rabin, Chris Squire | 6:56  |
| 2.     | I Am Waiting                     | Anderson, Rabin                          | 7:25  |
| 3.     | Real Love                        | Anderson, Rabin, Squire                  | 8:49  |
| 4.     | State of Play                    | Anderson, Rabin                          | 5:00  |
| 5.     | Walls                            | Anderson, Rabin, Roger Hodgson           | 4:57  |
| 6.     | Where Will You Be                | Anderson, Rabin                          | 6:09  |
| 7.     | Endless Dream: a.) Silent Spring | Anderson, Rabin                          | 1:54  |
| 8.     | Endless Dream: b.) Talk          | Anderson, Rabin, Squire                  | 11:56 |
| 9.     | Endless Dream: c.) Endless Dream | Anderson, Rabin, Squire                  | 1:53  |

## Obsazení
- Jon Anderson – zpěv, doprovodný zpěv
- Trevor Rabin – elektrická kytara, akustická kytara, klávesy, zpěv, doprovodný zpěv
- Tony Kaye – Hammondovy varhany
- Chris Squire – basová kytara, doprovodný zpěv
- Alan White – bicí